# Сакрални споменик, на старом улазу у гробље у Апатину
Сакрални споменик на старом улазу у гробље се налази у Апатину, представља непокретно културно добро као споменик културе Републике Србије.

## Опште информације
Сакрални споменик се налази на старом улазу у гробље у Апатину. Подигло га је немачко становништво 1848. године поводом стогодишњице оснивања немачке општине, те исти има историјску вредност.
Уписан је у регистар Завода за заштиту споменика културе Војводине 1994. године.